# Taipa Grande
Der Taipa Grande (Chinesisch: 大氹山) ist mit 158,66 Metern über dem Meer eine natürliche Erhebung in Macau.

## Lage
Der Berg liegt auf der Insel Taipa. Der Gipfel ist vollständig bewaldet, eine Aussicht nur sehr beschränkt möglich. 
Auf dem Gipfel befindet sich ein Triangulationspunkt. Wenige Meter unterhalb des Gipfels befindet sich ein Turm einer Wetterwarte bzw. eines Observatoriums.

## Aufstieg
Der Taipa Grande kann von Taipa über mehrere Wanderwege des Trilho de Taipa Grande zu Fuß erreicht werden.

## Bilder

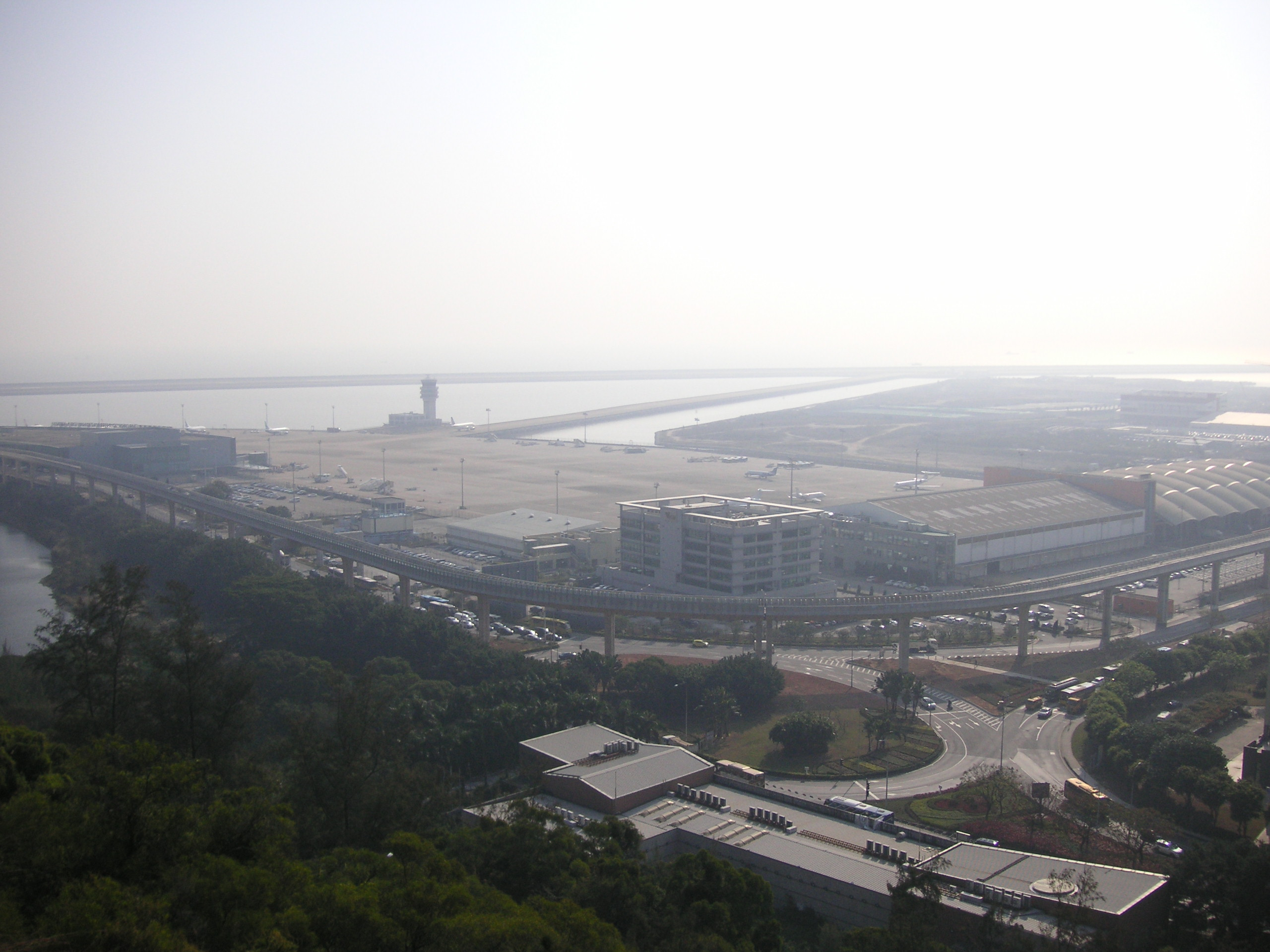
Blick auf den Flughafen von Macau, unterhalb des Gipfels
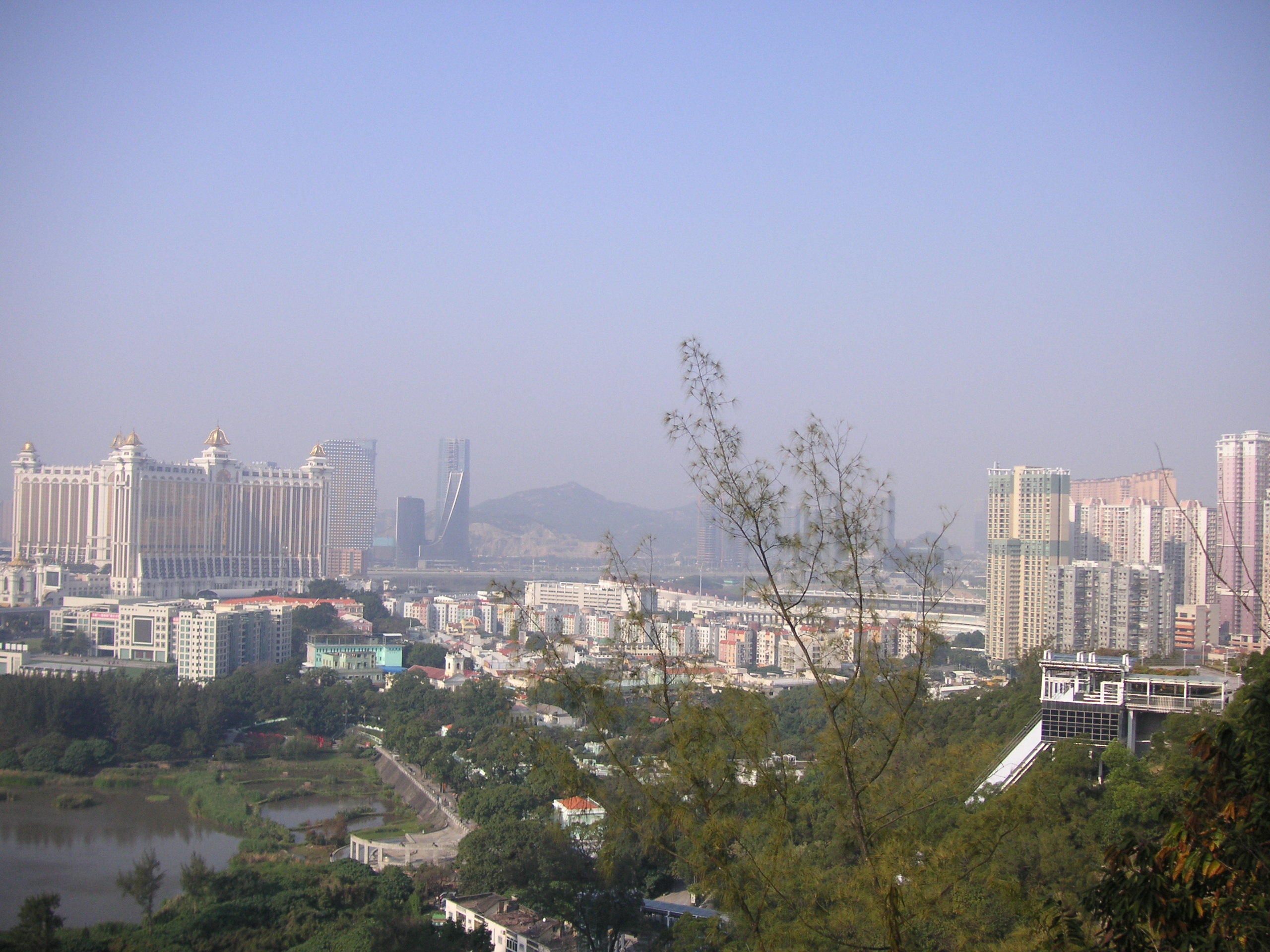
Taipa von unterhalb des Taipa Grande-Gipfels gesehen